# Michał Siess
Pour les articles homonymes, voir Siess.
 (novembre 2018).
Si vous disposez d'ouvrages ou d'articles de référence ou si vous connaissez des sites web de qualité traitant du thème abordé ici, merci de compléter l'article en donnant les références utiles à sa vérifiabilité et en les liant à la section « Notes et références ».
Michał Siess, né le 10 mars 1994 est un escrimeur polonais, pratiquant le fleuret.

## Palmarès

### Championnats d'Europe
- 2018 à Novi Sad
  -  Médaille de bronze en fleuret par équipes
- 2022 à Antalya
  -  Médaille de bronze en fleuret par équipes

- 2023 à Cracovie
  -  Médaille d'or en fleuret individuel

### Championnats de Pologne
- en individuel
  -  Médaillé de bronze en 2014
  -  Médaillé d'argent en 2016
  -  Médaillé d'argent en 2017
- par équipe
  -  Médaillé d'argent en 2015
  -  Médaillé d'argent en 2017